# Frykeruds socken
Frykeruds socken i Värmland ingick i Kils härad, ingår sedan 1971 i Kils kommun och motsvarar från 2016 Frykeruds distrikt.
Socknens areal är 147,07 kvadratkilometer varav 136,92 land. År 2000 fanns här 1 750 invånare. Tätorten Fagerås samt sockenkyrkan Frykeruds kyrka ligger i socknen.   

## Administrativ historik
Socknen har medeltida ursprung. 
Vid kommunreformen 1862 övergick socknens ansvar för de kyrkliga frågorna till Frykeruds församling och för de borgerliga frågorna bildades Frykeruds landskommun. Landskommunen uppgick 1971 i Kils kommun.
1 januari 2016 inrättades distriktet Frykerud, med samma omfattning som församlingen hade 1999/2000.
Socknen har tillhört län, fögderier, tingslag och domsagor enligt vad som beskrivs i artikeln Kils härad. De indelta soldaterna tillhörde Värmlands regemente och Kils kompani.

## Geografi
Frykeruds socken ligger norr om Karlstad kring Gösjön (Gönässjön) och Aplungen med Norsälven i östra gränsen. Socknen har odlingsbygd  sjöarna som omväxlar med kuperad skogsbygd med höjder som i nordväst når 239 meter över havet.

## Fornlämningar
Från bronsåldern finns spridda gravrösen. Från järnåldern finns en fornborg.

## Namnet
Namnet skrevs 1389 Frykahäridh. Det är ett bygdenamn med efterleden härad, 'bygd', och betyder 'bygden kring älven Frika, där Frika troligen är ett äldre namn på Norsälven, där ånamnet då är detsamma som det som återfinns i Frykensjöarna.

## Befolkningsutveckling
| Befolkningsutvecklingen i Frykeruds socken 1780–1990                                                     | Befolkningsutvecklingen i Frykeruds socken 1780–1990 | Befolkningsutvecklingen i Frykeruds socken 1780–1990 | Befolkningsutvecklingen i Frykeruds socken 1780–1990 | Befolkningsutvecklingen i Frykeruds socken 1780–1990 |
| --- | ---------------------------------------------------- | ---------------------------------------------------- | ---------------------------------------------------- | ---------------------------------------------------- |
| |                                                      |                                                      |                                                      |                                                      |
| År |                                                      |                                                      | Folkmängd                                            |                                                      |
| 1780 | 1780                                                 |                                                      | 1 716                                                |                                                      |
| 1790 | 1790                                                 |                                                      | 1 808                                                |                                                      |
| 1800 | 1800                                                 |                                                      | 1 998                                                |                                                      |
| 1810 | 1810                                                 |                                                      | 2 069                                                |                                                      |
| 1820 | 1820                                                 |                                                      | 2 385                                                |                                                      |
| 1830 | 1830                                                 |                                                      | 2 655                                                |                                                      |
| 1840 | 1840                                                 |                                                      | 2 997                                                |                                                      |
| 1850 | 1850                                                 |                                                      | 3 419                                                |                                                      |
| 1860 | 1860                                                 |                                                      | 3 617                                                |                                                      |
| 1870 | 1870                                                 |                                                      | 3 781                                                |                                                      |
| 1880 | 1880                                                 |                                                      | 3 843                                                |                                                      |
| 1890 | 1890                                                 |                                                      | 3 472                                                |                                                      |
| 1900 | 1900                                                 |                                                      | 3 172                                                |                                                      |
| 1910 | 1910                                                 |                                                      | 2 795                                                |                                                      |
| 1920 | 1920                                                 |                                                      | 2 815                                                |                                                      |
| 1930 | 1930                                                 |                                                      | 2 684                                                |                                                      |
| 1940 | 1940                                                 |                                                      | 2 395                                                |                                                      |
| 1950 | 1950                                                 |                                                      | 2 199                                                |                                                      |
| 1960 | 1960                                                 |                                                      | 1 883                                                |                                                      |
| 1970 | 1970                                                 |                                                      | 1 512                                                |                                                      |
| 1980 | 1980                                                 |                                                      | 1 695                                                |                                                      |
| 1990 | 1990                                                 |                                                      | 1 721                                                |                                                      |
| Anm: Källor: Umeå universitet - Tabellverket 1749-1859, Demografiska databasen, CEDAR, Umeå universitet. |                                                      |                                                      |                                                      |                                                      |